# 1031

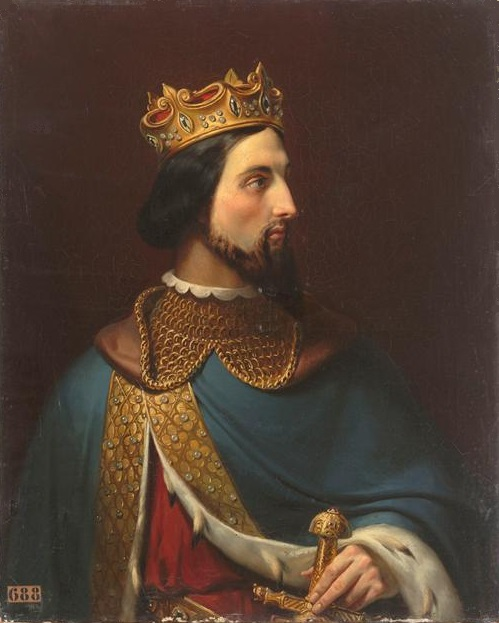
Portret van koning Hendrik I (1008 - 1060)

Het jaar 1031 is het 31e jaar in de 11e eeuw volgens de christelijke jaartelling.

## Gebeurtenissen

### Europa
- 20 juli - Koning Robert II ("de Vrome") overlijdt in Melun na een regeerperiode van 35 jaar en wordt opgevolgd door zijn 23-jarige zoon Hendrik I als heerser van Frankrijk. Hendriks moeder Constance van Arles geeft haar voorkeur aan haar derde zoon Robert I, als opvolger van de troon. Met militaire steun van graaf Odo II begint Constance een burgeroorlog. In ruil voor zijn aangeboden diensten, krijgt Odo het graafschap Sens en kan zo zijn bezittingen in Midden-Frankrijk en Chanpagne uitbreiden.[1]
- Herfst - Het kalifaat van Córdoba stort in na jaren van onderlinge strijd: het grondgebied valt uiteen in een aantal onafhankelijke deelrijken (taifa's). Kalief Hisham III probeert het kalifaat te consolideren, maar zijn extreme verhoging van de belastingen (om de moskeeën te betalen) leidt tot een opstand. Hisham wordt gevangengezet door zijn rivalen na een regeerperiode van 4 jaar.[2]
- Keizer Koenraad II ("de Saliër") sluit een vredesverdrag met koning Stefanus I ("de Heilige") en begint een campagne in Polen. Hij annexeert het West-Slavische gebied Lausitz (verovert door wijlen koning Bolesław I). In samenwerking met de Denen en het Kievse Rijk, weet Koenraad zijn territorium verder uit te breiden. Hij sluit een alliantie met koning Knoet II ("de Grote").[3]
- Winter - Koning Mieszko II ("de Vadsige") wordt gedwongen Polen te ontvluchten na een aanval door grootvorst Jaroslav I ("de Wijze"). Met steun van Jaroslav wordt Mieszko's halfbroer Bezprym geïnstalleerd als koning van Polen. Ondertussen zoekt Mieszko zijn toevlucht in Bohemen, maar wordt door hertog Oldřich gevangengezet en gecastreerd.[4]

## Geboren
- Hoël II, Frans edelman en hertog (jure uxoris) (overleden 1084)
- Malcolm III (Canmore), koning van Schotland (overleden 1093)
- Mathilde van Vlaanderen, koningin van Engeland (overleden 1083)
- Rogier I (Roger Bosso), grootgraaf van Sicilië (overleden 1101)
- Shen Kuo, Chinees filosoof en wetenschapper (overleden 1095)

## Overleden
- 11 april - Liudolf van Brauweiler ("het Kind"), Duits edelman
- 20 juli - Robert II ("de Vrome") (~59), koning van Frankrijk
- 2 september - Emmerik, Hongaars edelman en prins
- Gunnora, echtgenote van Richard I ("Zonder Vrees")
- Robrecht II, Duits edelman en graaf (r. 1010 - 1031)